# Ochthebius silfverbergi
Ochthebius silfverbergi är en skalbaggsart som beskrevs av Manfred A. Jäch 1992. Ochthebius silfverbergi ingår i släktet Ochthebius och familjen vattenbrynsbaggar. Inga underarter finns listade i Catalogue of Life.